# Oursel-Maison
Oursel-Maison és un municipi francès, situat al departament de l'Oise i a la regió dels Alts de França. L'any 2007 tenia 251 habitants.

## Demografia

### Població
El 2007 la població de fet d'Oursel-Maison era de 251 persones. Hi havia 82 famílies de les quals 20 eren unipersonals (12 homes vivint sols i 8 dones vivint soles), 23 parelles sense fills, 27 parelles amb fills i 12 famílies monoparentals amb fills.
La població ha evolucionat segons el següent gràfic:
Habitants censats

### Habitatges
El 2007 hi havia 92 habitatges, 82 eren l'habitatge principal de la família, 7 eren segones residències i 3 estaven desocupats. 88 eren cases i 4 eren apartaments. Dels 82 habitatges principals, 57 estaven ocupats pels seus propietaris, 24 estaven llogats i ocupats pels llogaters i 1 estava cedit a títol gratuït; 2 tenien dues cambres, 11 en tenien tres, 17 en tenien quatre i 53 en tenien cinc o més. 68 habitatges disposaven pel capbaix d'una plaça de pàrquing. A 42 habitatges hi havia un automòbil i a 32 n'hi havia dos o més.

### Piràmide de població
La piràmide de població per edats i sexe el 2009 era:
| Homes | Edats   | Dones |
| ----- | ------- | ----- |
| 0     | 95 o +  | 0     |
| 0     | 90 a 94 | 0     |
| 0     | 85 a 89 | 0     |
| 0     | 80 a 84 | 0     |
| 4     | 75 a 79 | 0     |
| 4     | 70 a 74 | 8     |
| 4     | 65 a 69 | 12    |
| 0     | 60 a 64 | 4     |
| 4     | 55 a 59 | 0     |
| 4     | 50 a 54 | 4     |
| 8     | 45 a 49 | 8     |
| 8     | 40 a 44 | 8     |
| 8     | 35 a 39 | 8     |
| 8     | 30 a 34 | 0     |
| 4     | 25 a 29 | 4     |
| 8     | 20 a 24 | 0     |
| 8     | 15 a 19 | 8     |
| 8     | 10 a 14 | 12    |
| 4     | 5 a 9   | 0     |
| 4     | 0 a 4   | 0     |

## Economia
El 2007 la població en edat de treballar era de 180 persones, 112 eren actives i 68 eren inactives. De les 112 persones actives 97 estaven ocupades (59 homes i 38 dones) i 15 estaven aturades (7 homes i 8 dones). De les 68 persones inactives 14 estaven jubilades, 12 estaven estudiant i 42 estaven classificades com a «altres inactius».

### Ingressos
El 2009 a Oursel-Maison hi havia 80 unitats fiscals que integraven 215 persones, la mediana anual d'ingressos fiscals per persona era de 15.553 €.

### Activitats econòmiques
Dels 10 establiments que hi havia el 2007, 2 eren d'empreses de construcció, 3 d'empreses de comerç i reparació d'automòbils, 1 d'una empresa de transport, 3 d'empreses de serveis i 1 d'una empresa classificada com a «altres activitats de serveis».
Dels 2 establiments de servei als particulars que hi havia el 2009, 1 era un paleta i 1 fusteria.
L'únic establiment comercial que hi havia el 2009 era una botiga de mobles.
L'any 2000 a Oursel-Maison hi havia 8 explotacions agrícoles.

## Equipaments sanitaris i escolars
El 2009 hi havia una escola elemental integrada dins d'un grup escolar amb les comunes properes formant una escola dispersa.

## Poblacions més properes
El següent diagrama mostra les poblacions més properes.